# 지반공학
지반공학(地盤工學, 영어: geotechnical engineering)은 토질역학을 토대로 흙에 관한 성질이나 기초지반의 공학적 성질 등 흙에 관련된 공학적인 모든 문제를 취급하는 학문이다. 흙댐, 도로, 용배수로의 절성토 등 흙을 재료로 사용한 구조물이나 구조물의 기초에 관한 설계와 시공, 지반개량, 지반의 재해방지 등에 응용된다.

## 같이 보기
- 토목공학
- 지진공학
- 토목지질학
- 수문지질학
- 카를 폰 테르자기
- 간척
- 쓰레기 매립지
- 지진학
- 토질역학
- 토양학